# Natalja Fiedosiejewa
Natalja Walerjewna Fiedosiejewa (ros. Наталья Валерьевна Федосеева; ur. 13 maja 1991) – rosyjska zapaśniczka walcząca w stylu wolnym. Zajęła siedemnaste miejsce na mistrzostwach Europy w 2019. Szósta w Pucharze Świata w 2019 roku.
Mistrzyni Rosji w 2019; druga w 2016; trzecia w 2012, 2015, 2017 i 2018 roku.